# Hofanlage Halbetzer Straße 6
Die Hofanlage Halbetzer Straße 6 in Syke, Ortsteil Henstedt, wurde 1521 erstmals erwähnt.
Die Gebäudegruppe steht unter Denkmalschutz. Sie ist in der Liste der Baudenkmale in Henstedt.

## Geschichte
Henstedt ist ein altes Dorf, das 1211 erstmals genannt wurde.
Die ehemalige Halbmeierstelle wurde 1521 erstmals urkundlich erwähnt. Sie besteht heute u. a. aus:
- dem eingeschossigen Wohn- und Wirtschaftsgebäude von 1708 (Inschrift) als ein niedersächsisches Zweiständer-Hallenhaus in Fachwerk mit Steinausfachungen, reetgedecktem Krüppelwalmdach und Niedersachsengiebel mit Uhlenloch,

,

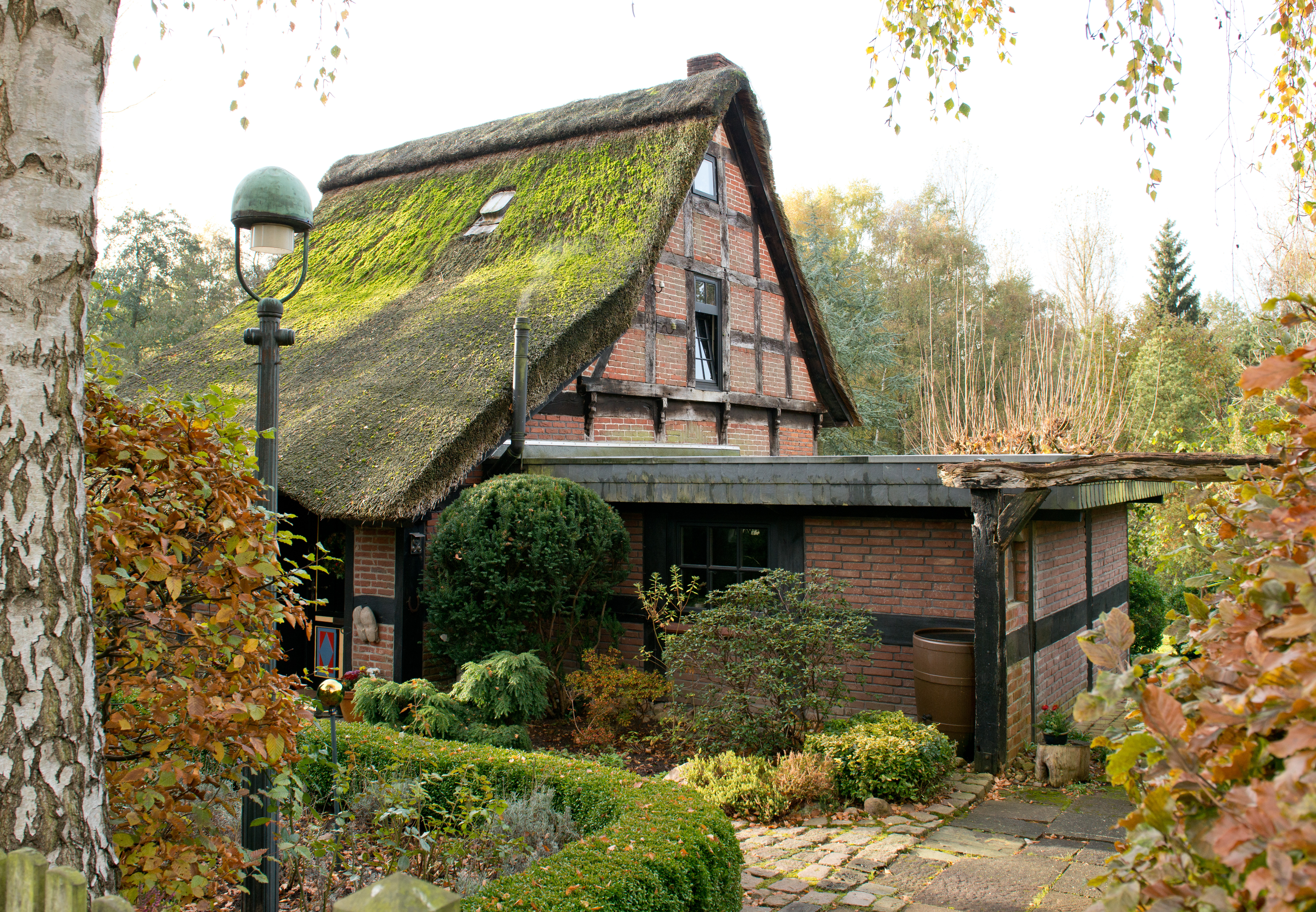
Scheune

- der ehemaligen Scheune mit reetgedecktem Satteldach und Rotsteinausfachung; heute saniertes Wohnhaus.